# 네미콜로프테루스
네미콜로프테루스(Nemicolopterus)는 2008년 중국에서 발견된 익룡으로, 지금까지 발견된 익룡 중에서 가장 작다. 이빨이 없으며, 앞발과 뒷발에 나뭇가지를 움켜쥐기에 알맞은 발톱이 있는데, 주로 나무 위에서 생활하며 작은 벌레나 곤충을 잡아먹었을 것으로 추측된다. 눈은 몸집에 비해 크기가 크기 때문에 시력이 좋았을 것으로 추측된다.
속명은 숲을 뜻하는 "Nemos", 거주자를 뜻하는 "ikolos", 날개를 뜻하는 "pteron"을 합해 지어졌으며, 종의 이름 "crypticus"는 숨겨진이란 뜻이다. 따라서 "Nemicolopterus crypticus"는 "숨겨진 날아다니는 숲 속 거주자"를 뜻한다. 해당 속에 유일하게 속한 종이다.

## 정보
학명: Nemicolopterus crypticus
분류: 익룡목>타페야라형류(Tapejaromorpha)>네미콜로프테루스속
날개를 편 길이: 약 0.25m
몸무게: 0.03~0.05kg
식성: 육식
보행: 두 발로 걷거나 네 발로 걸음
이름의 의미: 숨겨진 날아다니는 숲 속 거주자
서식 시기: 백악기 전기(약 1억 2000만 년 전)
발견 장소: 중국